# اربين من ألت كلوت
كان إربين ملكًا لآلت كلوت في أثناء أواخر القرن الخامس، ويتشابه مدى حكمه مع ستراثكلايد المعاصرة،و قد حكم في الفترة من 480 إلى 485 تقريبًا. 